# Železenka

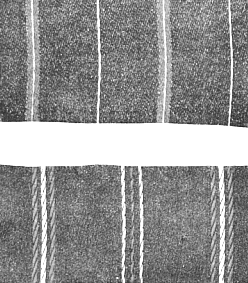
Tkaniny na podšívku vyrobené asi v roce 1925 (osnova železenka, útek bavlna)

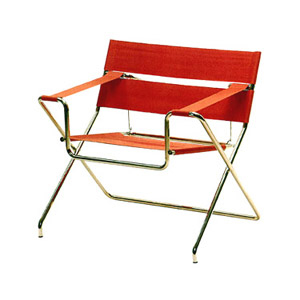
Popruhy ze železenky na skládací židli (Reedice projektu Bauhaus z roku 1927)

Železenka (něm.: Eisengarn)  je jednoduchá nebo skaná bavlněná příze upravená tužením a leštěním.

## Z historie železenky
Za vynálezce železenky jsou považováni dva textilní podnikatelé z Wuppertálu, kteří vyvinuli tuto přízi v polovině 19. století a v roce 1875 už zaměstnávali její výrobou asi 300 lidí.
V první polovině 20. století se železenka používala na paličkování, pozamenty, šňůry, imitace koňských žíní aj. Popruhy tkané ze železenky byly známé širší veřejnosti např. jako součást skládacích židlí, jednoho z projektů  výtvarné školy Bauhaus. Jednen z posledních výrobců železenky byl zaznamenán ve Wuppertálu v 60. letech 20. století, v 21. století se používají tyto výrobky jen zcela ojediněle (např. na speciální druhy podšívky).

## Výroba a použití
Příze se podle původního receptu impregnovaly v roztoku škrobu, bramborové moučky a dextrinu s přídavky (asi po 10 %) vosků a  kampešku. 
Hotové příze se leštily kartáčováním na speciálních strojích. Příze byly mimořádně pevné a odolné proti opotřebení. 
Tkaniny se vyráběly zpravidla s poměrem osnovy a útku 2:1 až 3:1 s maximálně 80 osnovními nitěmi na centimetr v keprové nebo atlasové vazbě. Výrobky byly jednobarevné, vzorované barevnými nitěmi nebo potištěné („imitovaná železenka“) používané hlavně jako podšívkovina.